# Ouessant
Ouessant (bretonsko Enez Eusa, angleško Ushant) je francoski otok v  Keltskem morju zahodno od obale Bretanskega polotoka. Ozemlje otoka pripada istoimenski občini departmaja Finistère regije Bretanje. Edino naselje Lampaul / Lambaol leži na jugozahodni obali otoka ob zalivu Lampaul; leta 2008 je imelo 856 prebivalcev.

## Geografija
Otok zaznamuje najseverozahodnejšo točko celinskega dela Francije in južno mejo Keltskega morja, od obale Bretanje je oddaljen približno 20 kilometrov. Ouessant prav tako označuje južni vstop v zahodni del Rokavskega preliva (severni vstop je pri otokih Scilly jugozahodno od Cornwalla). Otok je del otočja Ponant.

## Zgodovina
Otok je bil zaradi svoje lege večkrat prizorišče pomorskih bitk med angleškim in francoskim ladjevjem:
- 27. julij 1778: prva bitka pri Ouessantu; del ameriške vojne za neodvisnost (160 km zahodno od otoka),
- 12. december 1781: druga bitka pri Ouessantu; del ameriške vojne za neodvisnost (240 km jugozahodno od otoka),
- 1. junij 1794: tretja bitka pri Ouessantu; del francoskih revolucionarnih vojn (740 km zahodno od otoka).

Po otoku je imenovana tudi pomorska bitka v času druge svetovne vojne, ki se je odvijala 9. junija 1944 med nemškim in zavezniškim ladjevjem kot del invazije v Normandiji.

## Zanimivosti
- Na otoku se nahaja eden najmočnejših svetilnikov na svetu, leta 1863 zgrajeni 54,85 metrov visoki Phare du Creach, njegov domet sega do 32 morskih milj.
- Ovce Ouessant so ene od pasem severnoevropskih kratkorepih ovc, zaradi svoje majhnosti; ovni segajo v višino pol metra; imenovane tudi bretonske pritlikavke. Gojijo jih v pretežni meri zaradi volne.
- Po otoku je imenovana francoska podmornica Ouessant (S623) razreda Agosta, splavljena leta 1978 v pristanišču Cherbourg, potrebam francoske mornarice je služila do leta 2001. Od 2005 do 2009 je delovala kot šolsko plovilo za ujenje osebja Kraljeve malezijske mornarice.